# Isabell Vogelsang
Isabell Vogelsang (* 1988 in Ehingen (Donau)) ist eine deutsche Schauspielerin.

## Leben
Isabell Vogelsang absolvierte ihre Schauspielausbildung ab 2014 an mehreren Schauspielschulen und in mehreren Workshops. Seit 2018 steht sie als Schauspielerin vor der Kamera. Einem breiten Publikum bekannt wurde sie als Zimmermädchen Mona in der ARD-Telenovela Sturm der Liebe. Auch auf der Theaterbühne ist sie präsent und spielte seitdem in mehreren Theaterstücken mit. Bis 2019 war sie zudem als Referentin für Marketing-Kommunikation tätig.
Vogelsang spricht neben Deutsch auch fließend Englisch, Französisch und Spanisch. Sie wohnt in München.

## Filmografie
- 2019: Schau in die Sterne (Kurzfilm)
- 2019: Sturm der Liebe (Fernsehserie, 3 Folgen)
- 2020: Tatort: Krank
- 2021: Um Himmels Willen (Fernsehserie, 1 Folge)
- 2021: Hubert ohne Staller (Fernsehserie, 1 Folge)
- 2022: Die Chefin (Fernsehserie, 1 Folge)
- 2023: Caveman